# Hemichloreis exoterica
Hemichloreis exoterica là một loài bướm đêm trong họ Geometridae.